# Marie-George Buffet
Marie-George Buffet (født 7. maj 1949 i Sceaux, Hauts-de-Seine) er en fransk politiker, der p.t. er formand for Parti communiste français. Hun var fra 1997 til 2002 ungdoms- og sportsminister i Lionel Jospins regering. 
Buffet blev medlem af kommunistpartiet i 1969. I 1997 blev hun valgt til Assemblée Nationale og har været valgt siden. Fra 1998-2002 var hun medlem af regionsparlamentet i Île-de-France og siden 2001 har hun været byrådsmedlem i Le Blanc-Mesnil.
Hun har været partiformand siden 2002. I 2007 var hun partiets præsidentkandidat, men opnåede under 2 % af stemmerne. 